# 天门山镇
大坪镇，是中华人民共和国湖南省张家界市永定区下辖的一个乡镇级行政单位。

## 行政区划
大坪镇下辖以下地区：
大坪社区、柏树社区、顶丰垭村、郭家峪村、塘家村、黄庄村、姚家界村、王姓垭村、天门溪村、余家山村和七星山村。